# Doris Loh
Doris Loh, zunächst unter ihrem Geburtsnamen Doris Haas bekannt geworden, spätere Namensformen auch Doris Loh-Haas bzw. Doris Haas-Loh (* 23. Dezember 1938 in Gummersbach; † 15. Januar 2021), war eine deutsche Sängerin christlicher Musik vom klassischen Kirchenliedgut bis hin zum Neuen Geistlichen Lied in der Stimmlage Sopran.

## Leben
Als viertes Kind der Familie Karl Haas wuchs Doris Loh zu Hause und in der Kirchengemeinde in einem musikalischen Umfeld auf. Sie erlebte im Alter von 15 Jahren für eine persönliche Bekehrung. Zunächst durch die Chorarbeit ihres Bruders Johannes Haas mit den Derschlager Chören wurde sie bald danach als Solistin bekannt und veröffentlichte erste Schallplattenaufnahmen mit dem Jugendsingkreis Derschlag sowie dem überregionalen Jugend-für-Christus-Chor beim christlichen Label Frohe Botschaft im Lied.
Nachdem der Jugend-für-Christus-Chor 1968 von Klaus Heizmann übernommen worden war, produzierte dieser ihre erste Solo-Single Jesu, meine Freude. 1971 erschien dann das von Margret Birkenfeld produzierte Debütalbum Sicher in Jesu Armen, wie der Nachfolger Was willst du mehr? (1976) begleitet von unterschiedlichen Formaten der Wetzlarer Chöre sowie Musikern wie Peter van Woerden und Nils Kjellström. Ihr drittes Album Bist du da, Gott? (1980) wurde von Johannes Nitsch arrangiert und produziert. Das letzte Album veröffentlichte Doris Loh 1986 unter dem Titel Ein Lied für den Tag, ebenfalls von Johannes Nitsch produziert. Unter den Mitwirkenden war auch wieder Margret Birkenfeld mit ihrem Wetzlarer Studiochor.
Ihren Wurzeln in der Chormusik blieb Doris Loh weiterhin treu. So wirkte sie bei zahlreichen Projekten ihres Bruders Johannes sowie anderer ihr verbundener Musikproduzenten wie Margret Birkenfeld, Jochen Rieger oder Klaus Heizmann nicht nur als Solistin, sondern auch als Sängerin in den einzelnen Chören mit. Ende der 1980er Jahre übernahm sie die Leitung des Singkreises Frohe Botschaft von ihrem älteren Bruder Johannes Haas.
Konzertreisen sowie die Mitwirkung im musikalischen Vorprogramm christlicher Veranstaltungen führten Doris Loh durch ganz Deutschland, in die USA, nach Kanada, Liberia, Sri Lanka, Österreich, Spanien, in die ehemalige Tschechoslowakei und die Schweiz.
1996 wirkte sie auf Manfred Siebalds Kinderalbum Lass uns Freunde sein als Chorleiterin des hierfür zusammengestellten Kinderchores mit.
Im Mai 2011 trat Doris Loh neben weiteren Größen der christlichen Musikszene der 1950er bis 1970er Jahre bei dem von ERF und Gerth Medien veranstalteten Nostalgiekonzert Unvergessen – Lieder, die bleiben als Solistin und im Terzett mit Ruthild Eicker und Cornelia Eicker auf.

## Privates
Ab 1962 war Doris Loh mit Klaus Loh (1940–2022), einem ihrer frühen Pianisten und Cousin der Unternehmer Friedhelm Loh und Joachim Loh, verheiratet. Sie hatten drei erwachsene Kinder namens Marion, Alexander und Thomas.

## Diskografie

### Alben
| Jahr | Titel                | Mitwirkende                                                            | Verlag       |
| ---- | -------------------- | ---------------------------------------------------------------------- | ------------ |
| 1971 | Sicher in Jesu Armen | Wetzlarer Studiochor                                                   | Gerth Medien |
| 1976 | Was willst du mehr?  | Wetzlarer Evangeliumschor; Wetzlarer Mädchenchor; Wetzlarer Studiochor | Gerth Medien |
| 1980 | Bist du da, Gott?    |                                                                        | Gerth Medien |
| 1986 | Ein Lied für den Tag | Wetzlarer Studiochor                                                   | Gerth Medien |

### Singles und EPs
| Jahr | Titel                           | B-Seite                                                                         | Mitwirkende                         | Verlag       |
| ---- | ------------------------------- | ------------------------------------------------------------------------------- | ----------------------------------- | ------------ |
| 195? | Die Blumen sind verblüht im Tal | - Macht hoch die Tür (Hedwig Müller)                                            | Hedwig Müller                       | Gerth Medien |
| 19?? | Frei und los                    | - Ehre sei Gott allein - Fürcht ich, dass mein Glaub weichet - Er ist alles mir | Wetzlarer Evangeliumschor           | Gerth Medien |
| 196? | Jesu, meine Freude              | - Ich trau auf Gott - Ich rühm die Gnade - Mehr lieben möcht ich dich           | Jugend-für-Christus-Chor            | JFC-Verlag   |
| 196? | Was Jesus in die Hände nimmt    | - Einzig dich                                                                   | Marion Haas                         | Gerth Medien |
| 1969 | Seht welch eine Liebe           | - Herr, deine Güte reicht so weit                                               | Margret Birkenfeld, Siegfried Fietz | Gerth Medien |
| 197? | Hoffnung                        | - Jesus ging bis ans Kreuz für mich                                             |                                     | Gerth Medien |

### Mitwirkung
| Jahr | Titel                                                                                 | Repräsentativer Hauptkünstler | Label                                  | Anmerkungen |  |
| ---- | ------------------------------------------------------------------------------------- | --- | -------------------------------------- | --- |  |
| 1968 | Jugend für Christus: 1958–1968                                                        | Klaus Heizmann & Jugend-für-Christus-Chor | JfC → SCM Hänssler                     | |  |
| 1969 | The Deutschland Singers                                                               | Klaus Heizmann & The Deutschland Singers (Projektchor anlässlich USA-Jubiläumstournee ihrer internationalen Dachorganisation „Youth for Christ“)                       | JfC → SCM Hänssler                     | |  |
| 1970 | Die schönsten Weihnachtslieder                                                        | Klaus Heizmann & Jugend-für-Christus-Chor | JfC → SCM Hänssler                     | |  |
| 1972 | Machet die Tore weit Weihnachtslieder                                                 | Margret Birkenfeld & Wetzlarer Chöre | Frohe Botschaft im Lied → Gerth Medien | Solo-Extra als Sopran-Einzeltitel |  |
| 1977 | Ich singe dir mit Herz und Mund Paul Gerhardt                                         | Margret Birkenfeld & Various | Frohe Botschaft im Lied → Gerth Medien | |  |
| 1978 | Sieh, dein König kommt zu dir Advent                                                  | Wetzlarer Jugendchor & Jubilate-Chor | Frohe Botschaft im Lied → Gerth Medien | |  |
| 1980 | Jauchzt, alle Lande, Gott zu Ehren Choräle                                            | Wetzlarer Jugendchor & Jubilate-Chor | S+G → Gerth Medien                     | |  |
| 1980 | Joni Eareckson Europa-Tournee 1980 - Live                                             | Joni Eareckson Tada (Sprecherin) | S+G → Gerth Medien                     | 2 Musiktitel im Live-Mitschnitt Musikrahmenprogramms eines Vortrags-Abends von und mit Joni Eareckson Tadas während ihrer Europa-Tournee 1980 |  |
| 1980 | Nun lasst uns stille werden Advents- und Weihnachtsliede                              | Johannes Haas & Singkreis Frohe Botschaft (Projektchor aus Gemeindechor Derschlag mit Freunden und Gästen, wie ehemalige Jugend-für-Christus-Choristen des Dirigenten) | S+G → Gerth Medien                     | mit: Solo-Extra als Duett-Sondertitel – mit Begleitstimme: Margret Birkenfeld, Mezzosopran                                                    |  |
| 1982 | Jesus Christus, König und Herr Lieder des Christlichen und Evangelischen Sängerbundes | Johannes Haas & Singkreis Frohe Botschaft | S+G → Gerth Medien                     | |  |
| 1982 | Das ist mein Lied 1                                                                   | Johannes Haas & Singkreis Frohe Botschaft | S+G → Gerth Medien                     | |  |
| 1982 | Gott ist gegenwärtig Gerhard Tersteegen                                               | Margret Birkenfeld & Wetzlarer Chöre | S+G → Gerth Medien                     | mit Solo-Extra |  |
| 1982 | Singt und spielt                                                                      | Margret Birkenfeld & Wetzlarer Studiochor | S+G → Gerth Medien                     | mit Solo-Extra als Terzett-Sondertitel – mit Begleitstimmen: Margret Birkenfeld (Mezzosopran) & Brigitte Herbster (Alt)                       |  |
| 1982 | Wie schön leuchtet der Morgenstern                                                    | Johannes Haas & Singkreis Frohe Botschaft | S+G ￫ Gerth Medien                     | |  |
| 1983 | Das ist mein Lied 2                                                                   | Johannes Haas & Singkreis Frohe Botschaft | S+G → Gerth Medien                     | |  |
| 1983 | Stern, auf den ich schaue Erweckungslieder                                            | Margret Birkenfeld & Wetzlarer Studiochor | S+G ￫ Gerth Medien                     | |  |
| 1984 | Wach auf, mein Herz, und singe                                                        | Margret Birkenfeld & Wetzlarer Studiochor | S+G ￫ Gerth Medien                     | |  |
| 1984 | Gloria in excelsis Deo                                                                | Johannes Haas & Singkreis Frohe Botschaft | S+G ￫ Gerth Medien                     | |  |
| 1985 | Nimm mich bei der Hand, Vater                                                         | Johannes Haas & Singkreis Frohe Botschaft | S+G ￫ Gerth Medien                     | |  |
| 1985 | Gott wird dich tragen                                                                 | Margret Birkenfeld & Wetzlarer Studiochor | S+G ￫ Gerth Medien                     | |  |
| 1986 | Siehe, ich verkündige euch große Freude                                               | Margret Birkenfeld & Wetzlarer Studiochor | S+G ￫ Gerth Medien                     | |  |
| 1986 | Hinauf gen Jerusalem                                                                  | Johannes Haas & Cast | S+G ￫ Gerth Medien                     | |  |
| 1986 | Viele Wege                                                                            | Jochen Rieger & Schulte & Gerth Studiochor | in-takt ￫ Gerth Medien                 | |  |
| 1988 | Wer nur den lieben Gott lässt walten                                                  | Margret Birkenfeld & Wetzlarer Chöre | S+G ￫ Gerth Medien                     | |  |
| 1990 | Ich steh in meines Herren Hand: Geistliche Lieder und Choräle von Philipp Spitta      | Jubilate-Chor | S+G ￫ Gerth Medien                     | |  |

### Kompilationen
Diese Auflistung beschränkt sich ausschließlich auf Publikationen mit Doris Loh als ausdrücklichem Subjekt der Zusammenstellung.
| Jahr | Titel                                                                       | Verlag       | Anmerkungen                                                                    |
| ---- | --------------------------------------------------------------------------- | ------------ | ------------------------------------------------------------------------------ |
| 1980 | Womit hab ich das verdient?                                                 | Gerth Medien | Kollaborative Kompilation mit Manfred Siebald zugunsten der Kandy City Mission |
| 1994 | Bist du da, Gott? Doris Loh – Eine Auswahl aus ihren Schallplattenaufnahmen | Gerth Medien |                                                                                |